# Imám Šamil
Imám Šamil (26. června 1797 Gimry – 4. února 1871 Medína) byl politický a náboženský vůdce muslimských horských kmenů Kavkazu proti Rusku.

## Život
Byl vůdcem protiruského odporu v kavkazské válce a třetím imámem teokratického státu Severokavkazský imamát (1834–1859). V této době byl vládcem Dagestánu, Čečenska a Čerkeska. Podle národnostní příslušnosti byl kavkazským Avarem. Po dlouholetých bojích se v roce 1859 vzdal Rusům. Poté žil pod dohledem na různých místech Ruského impéria. V roce 1869 mu bylo umožněno podniknout pouť do Mekky, během níž zemřel. Je pohřben v Medině.